# Danone Hardcourt Championships
Danone Hardcourt Championships – profesjonalny kobiecy turniej tenisowy, rozgrywany w latach 1980-1994 w australijskich miastach: w 1980 roku Adelaide, 1981 w Perth, a od 1982 roku w Brisbane. Spadkobierca turnieju Queensland State Open rozgrywanego do 1978 roku w Brisbane. Ostatnia edycja miała miejsce w 1994 roku. Po trzyletniej przerwie (w 1997 roku) turniej wznowiono pod nazwą Mondial Australian Women’s Hardcourts i przeniesiono do Gold Coast.

## Historia nazwy turnieju
| Rok  | Rok  | Nazwa                          |
| 1980 | 1985 | National Panasonic Open        |
|      | 1987 | Jason 2000 Classic             |
|      | 1988 | Ariadne Women's Classic        |
| 1989 | 1994 | Danone Hardcourt Championships |

## Wyniki

### Gra pojedyncza
| Rok  | Mistrzynie                 | Finalistki                 | Wynik                      |
| 1994 | Lindsay Davenport          | Florencia Labat            | 6:1, 2:6, 6:3              |
| 1993 | Conchita Martínez          | Magdalena Maleewa          | 6:3, 6:4                   |
| 1992 | Nicole Bradtke             | Rachel McQuillan           | 6:3, 6:2                   |
| 1991 | Helena Suková              | Akiko Kijimuta             | 6:4, 6:3                   |
| 1990 | Natalla Zwierawa           | Rachel McQuillan           | 6:4, 6:0                   |
| 1989 | Helena Suková              | Brenda Schultz             | 7:6(6), 7:6(6)             |
| 1988 | Pam Shriver                | Jana Novotná               | 7:6(6), 7:6(4)             |
| 1987 | Hana Mandlíková            | Pam Shriver                | 6:2, 2:6, 6:4              |
| 1986 | Turniej nie był rozgrywany | Turniej nie był rozgrywany | Turniej nie był rozgrywany |
| 1985 | Martina Navrátilová        | Pam Shriver                | 6:3, 7:5                   |
| 1984 | Helena Suková              | Elizabeth Sayers           | 6:4, 6:4                   |
| 1983 | Pam Shriver                | Wendy Turnbull             | 6:4, 7:5                   |
| 1982 | Wendy Turnbull             | Pam Shriver                | 6:3, 6:1                   |
| 1981 | Pam Shriver                | Andrea Jaeger              | 6:1, 7:6(4)                |
| 1980 | Hana Mandlíková            | Sue Barker                 | 6:2, 6:4                   |

### Gra podwójna
| Rok  | Mistrzynie                         | Finalistki                         | Wynik                      |
| 1994 | Laura Golarsa Natalija Medwediewa  | Jenny Byrne Rachel McQuillan       | 6:3, 6:1                   |
| 1993 | Conchita Martínez Łarysa Sawczenko | Shannan McCarthy Kimberly Po       | 6:2, 6:2                   |
| 1992 | Jana Novotná Łarysa Sawczenko      | Manon Bollegraf Nicole Bradtke     | 6:4, 6:3                   |
| 1991 | Gigi Fernández Jana Novotná        | Patty Fendick Helena Suková        | 6:3, 6:1                   |
| 1990 | Jana Novotná Helena Suková         | Hana Mandlíková Pam Shriver        | 6:3, 6:1                   |
| 1989 | Jana Novotná Helena Suková         | Patty Fendick Jill Hetherington    | 6:7(4), 6:1, 6:2           |
| 1988 | Betsy Nagelsen Pam Shriver         | Claudia Kohde-Kilsch Helena Suková | 2:6, 7:5, 6:2              |
| 1987 | Hana Mandlíková Wendy Turnbull     | Betsy Nagelsen Elizabeth Smylie    | 6:4, 6:3                   |
| 1986 | Turniej nie był rozgrywany         | Turniej nie był rozgrywany         | Turniej nie był rozgrywany |
| 1985 | Martina Navrátilová Pam Shriver    | Claudia Kohde-Kilsch Helena Suková | 6:4, 6:7(6), 6:1           |
| 1984 | Martina Navrátilová Pam Shriver    | Bettina Bunge Eva Pfaff            | 6:3, 6:2                   |
| 1983 | Anne Hobbs Wendy Turnbull          | Pam Shriver Sharon Walsh           | 6:3, 6:4                   |
| 1982 | Billie Jean King Anne Smith        | Claudia Kohde-Kilsch Eva Pfaff     | 6:3, 6:4                   |
| 1981 | Barbara Potter Sharon Walsh        | Betsy Nagelsen Candy Reynolds      | 6:4, 6:2                   |
| 1980 | Pam Shriver Betty Stöve            | Sue Barker Sharon Walsh            | 6:4, 6:3                   |